# ズニ語
ズニ語はアメリカ合衆国のニューメキシコ州及びアリゾナ州の一部でズニ族によって話される言語。この言語の話者は約9500人。
少数言語であるが他の少数民族の言語と違い現時点ではこの言葉を話す子供もかなり多いため、この言語の話者が消滅するなどと言った危険性は今のところない。エドモンド・ラッドが1994年に行った調査によると、ズニ語は現在もまだ部落内や家庭内のでコミュニケーションを行う際の主要言語とされていることが判明している。
ズニ語の言語圏でズニ語のことはShiwiˈma(shiwi "ズニ" + -ˈma "方言")と、またこの言語の話者はAashiwi (ˈaa(w)- "(民)族" + shiwi "ズニ")と呼ばれている。